# Икономически университет – Варна
Икономическият университет (съкратено ИУ или ИУВ) е висше училище във Варна, България. Той е най-старото висше икономическо училище в България.
В своята над 100-годишна история университетът е подготвил над 120 хиляди икономисти, включително чужди граждани от над 60 страни. Днес в него се обучават близо 12 700 български и чуждестранни студенти, подготвяни от 300 редовни преподаватели, от които над 120 са хабилитирани. Сертифициран е по ISO 9001:2008.
В ОКС „бакалавър“ ИУ предлага избор между 27 акредитирани специалности от 4 професионални направления: „Икономика“, „Администрация и управление“, „Туризъм“ и „Информатика и компютърни науки“. Предлаганите специалности са в редовна, дистанционна и редовна електронна форма на обучение.
В ОКС „магистър“ учебният процес се реализира в 28 магистърски специалности в 3 форми на обучение – редовна, задочна и дистанционна.
В ОНС „доктор“ се осъществява обучение в 16 докторски програми от 4 професионални направления: „Икономика“, „Администрация и управление“, „Туризъм“ и „Информатика и компютърни науки“. Предлаганите програми са в редовна, задочна и самостоятелна форма на обучение.
В Колежа по туризъм към ИУ се осъществява обучение в ОКС „професионален бакалавър по туризъм“ в 2 специалности и срок на обучение 3 години.

## История
Идеята за създаване на висше търговско училище е плод на стопанския и културния подем, характерен за края на първото десетилетие на миналия век, и на нарасналата необходимост от стопанско образование. В началото на ХХ век Варна се утвърждава като един от основните търговски центрове на България. През 1911 г. ръководителите на Варненската търговско-индустриална камара обмислят възможността да се създаде Висше търговско училище, но избухналата война забавя осъществяването на тази идея. Решение за създаването му се взема през 1914 г. на ХХI сесия на Търговско-индустриалната камара.
Отпуснати са средства за бъдещия университет, но откриването му става на 14 май 1920 г. след решение на ХХV сесия на Варненската търговско-индустриална камара. На тази дата се поставя началото на българското висше икономическо образование.
Ръководството на училището се поверява на Върховен училищен съвет. Първият ректор на Висшето търговско училище е радетелят за неговото създаване проф. Цани Калянджиев. Първите преподаватели във Висшето търговско училище са творчески личности, интелектуалци, които стават посредници между европейското културно пространство и едва прохождащата българска стопанска интелигенция. Те идват от Русия, Париж, Будапеща, специализирали са в Берлин, Лайпциг и Мюнхен, Виена, Падуа, Женева, Прага. Първият правилник, първите учебни планове и първите учебни програми на Висшето търговско училище са съставени по аналогична нормативна материя на Берлинското висше търговско училище, което има репутацията на най-модерното за времето си в цяла Европа.
До 1925 г. училището е с двегодишен курс на обучение, каквато е практиката и в повечето висши икономически училища в Европа. От учебната 1925/26 до 1936/37 уч. г. то е с тригодишен курс на обучение, а от 1937/38 уч. г. е вече с четиригодишен курс на обучение.
През своето съществуване сменя няколко пъти името си. От основаването му до 1938 г. официалното му име е Висше търговско училище (наричано също Търговска академия). От 1938 до 1945 г. се казва Висше училище за стопански и социални науки, а от 1945 г. е Варненски държавен университет „Свети Кирил Славянобългарски“. През 1953 г. той е преименуван на Висш институт за народно стопанство, като от 1963 до 1990 г. носи също името на Димитър Благоев. През 1990 г. с решение на Общото събрание на висшето училище то е преименувано на Икономически университет, което е утвърдено от Народното събрание (ДВ, бр. 68/01.08.1995) през 1995 г.
През учебната 2014/2015 г. ИУ чества 100-годишнината от построяването на сградата на университета и 95-годишната си история като образователна институция.

## Учебна структура

### Финансово-счетоводен факултет
- Счетоводна отчетност
- Финанси
- Обща икономическа теория
- Правни науки

### Стопански факултет
- Икономика и управление на строителството
- Индустриален бизнес
- Икономика и управление на търговията
- Стокознание
- Аграрна икономика

### Факултет „Информатика“
- Информатика
- Статистика и приложна математика
- Физическо възпитание и спорт

### Факултет „Управление“
- Управление и администрация
- Маркетинг
- Икономика и организация на туризма
- Международни икономически отношения
- Социални и хуманитарни науки

### Департамент „Езиково обучение“
- Западноевропейски езици
- Славянски езици

## Специалности

### ОКС „Бакалавър“
- Счетоводство и одит
- Счетоводство и финанси
- Счетоводство (с преподаване на английски език)
- Финанси
- Аграрен бизнес
- Бизнес икономика
- Недвижими имоти и инвестиции
- Предприемачество и инвестиционен мениджмънт
- Икономика и търговия
- Индустриален бизнес и предприемачество
- Логистика
- Стокознание и митническа дейност
- Международни икономически отношения
- Маркетинг
- Социална сигурност и застраховане
- Дигитални медии и ПР
- Международен бизнес (с преподаване на английски език)
- Бизнес и мениджмънт (с преподаване на английски език)
- Дигитални технологии в бизнеса
- Мениджмънт
- Публична администрация
- Съдебна администрация
- Туризъм
- Международен туризъм (с преподаване на руски език)
- Информатика и компютърни науки
- Мобилни и уеб технологии

Предлаганите специалности са в редовна, дистанционна и редовна електронна форма с 4-годишен срок на обучение.

### ОКС „Магистър“
- Счетоводство и контрол
- Банков мениджмънт
- Финанси и иновации
- Международен бизнес и мениджмънт (на английски език)
- Корпоративен бизнес и управление
- Логистичен мениджмънт
- Глобален търговски бизнес
- Строително предприемачество и недвижима собственост
- Управление на проекти
- Аграрен бизнес
- Екоикономика
- Бизнес консултиране
- Качество и експертиза на стоките
- Управление на продажбите и мърчандайзинг
- Реклама и медийни комуникации
- Маркетинг и бранд мениджмънт
- Международен бизнес
- Конкурентно и бизнес разузнаване
- Информационен мениджмънт в бизнеса
- Мениджмънт на организациите
- Мениджмънт на човешките ресурси
- Публичен мениджмънт и административна власт
- Международен туристически бизнес
- Мобилни и уеб технологии
- Компютърни науки (на английски език)

Предлаганите специалности са в редовна, задочна и дистанционна форма на обучение. За завършилите същата специалност (СС) и за завършилите ОКС „Бакалавър“ и ОКС „Магистър“ в направление „Стопански, правни науки и управление“ (СПНУ), завършилите в „Други направления и други области на висше образование“ (ДНДО) и завършилите в „Същото професионално направление“ (СПН) професионални бакалаври продължителността на обучение е 4 семестъра.

## ОНС „Доктор“
- Социално управление
- Политическа икономия (обща икономическа теория)
- Финанси
- Счетоводна отчетност, контрол и анализ на стопанската дейност
- Икономика и управление (строителство и недвижима собственост)
- Икономика и управление (търговия)
- Индустриален бизнес
- Аграрен бизнес
- Стокознание
- Маркетинг
- Статистика и демография
- Приложение на изчислителната техника в икономиката
- Световно стопанство и международни икономически отношения
- Оптимално управление на икономически системи
- Икономика и управление (туризъм)
- Информатика

Предлаганите програми са в редовна, задочна и самостоятелна форма на обучение, на български или английски език.

## Колеж по туризъм
Колежът по туризъм при Икономически университет е приемник на първия учебен комплекс по международен туризъм в страната, създаден през 1963 г.
В своята 50-годишна история Колежът по туризъм е подготвил повече от 8300 специалисти в редовна и над 3200 в задочна форма на обучение. Те и днес формират гръбнака на българския туристически бизнес и заемат ключови позиции като оперативни мениджъри и изпълнителски кадри. Много от преподавателите в колежа също са минали през неговата школа и днес работят като консултанти, участници в екипи и ръководители на регионални, национални и международни проекти за устойчиво развитие на образованието по туризъм и на туризма като отрасъл на българската икономика. Колежът подготвя професионални бакалаври (3-годишно обучение, 180 кредита) по специалностите:
- Мениджмънт на туризма и свободното време
- Мениджмънт на хотели и ресторанти